# Jungbürgerfeier
Die Jungbürgerfeier ist in der Schweiz, West-Österreich und Liechtenstein eine jährlich veranstaltete Feier für Bürger, die volljährig werden.

## Schweiz

### Organisation und Ablauf
In der Schweiz wird die Jungbürgerfeier (frz. réception des jeunes citoyens majoritaires) von der politischen Gemeinde bzw. Einwohnergemeinde veranstaltet. Die Jugendlichen werden vom Gemeindepräsidenten über ihre Rechte und Pflichten, besonders über die Möglichkeit in der Gemeinde mitzuwirken, informiert. Auch wird in einzelnen Gemeinden ein Gelöbnis abgenommen. Nach dem offiziellen Teil gibt es häufig einen Ausflug in der Region, ein Abendessen und/oder einen Musikanlass. 

### Teilnahme
Im 2012 waren in der Stadt Solothurn 41 von 113 Eingeladenen bei der Jungbürgerfeier anwesend. Es kommt vor, dass Gemeinden, wegen geringer Teilnehmerzahlen, ihre Jungbürgerfeiern gemeinsam durchführen.
In einigen Gemeinden, wie die des freiburgischen Sensebezirks, Thun, Kreuzlingen oder Domat-Ems, werden auch Leute, die das Schweizer Bürgerrecht nicht besitzen, eingeladen. Dieser Brauch wird oft dadurch motiviert, dass alle 18-Jährigen neue Rechte und Pflichten erhalten. Zudem sind im Kanton Freiburg viele Ausländer, auf Gemeindeebene, stimm- und wahlberechtigt.

### Geschichtliches
Früher wurde die Jungbürgerfeier im Zusammenhang mit der Bundesfeier durchgeführt, beispielsweise in Dornach 1949.

## Österreich
In Österreich werden ähnliche Anlässe wie in der Schweiz durchgeführt.

Ein Beispiel für das Gelöbnis ist:

Ich gelobe,

meinem Vaterland Österreich,

meinem Heimatland Tirol

und meiner Heimatgemeinde Nikolsdorf

die Treue zu halten.

Ich gelobe,

meine Rechte als Bürger eines demokratischen Staates zu wahren,

meine staatsbürgerlichen Pflichten zu erfüllen

und meinen Mitmenschen in Not beizustehen.
 

## Liechtenstein
Im Fürstentum Liechtenstein wird seit 1962 eine landesweite Jungbürgerfeier organisiert, an welcher auch der Landesfürst oder sein Stellvertreter teilnehmen. Die Wohngemeinde organisiert für alle 18-jährige eine zusätzliche Feier.